# Finlândia nos Jogos Olímpicos de Verão da Juventude de 2010
A Finlândia participou dos Jogos Olímpicos de Verão da Juventude de 2010 em Singapura. Sua delegação foi composta de 19 atletas que competiram em oito esportes. O país conquistou duas medalhas de bronze.

## Medalhistas
| Medalha | Nome          | Esporte   | Evento                        | Data         |
| ------- | ------------- | --------- | ----------------------------- | ------------ |
| Bronze  | Petra Olli    | Luta      | Livre até 46 kg feminino      | 17 de agosto |
| Bronze  | Jussi Kanervo | Atletismo | 110 m com barreiras masculino | 21 de agosto |

## Atletismo
| Evento                         | Atleta          | Qualificação | Qualificação | Final           | Final        |
| Evento                         | Atleta          | Resultado    | Posição      | Resultado       | Posição      |
| ------------------------------ | --------------- | ------------ | ------------ | --------------- | ------------ |
| Arremesso de peso masculino    | Arttu Kangas    | 19,93        | 7º           | 20,45           | 5º (Final A) |
| Arremesso de martelo masculino | Ilmari Lahtinen | Sem marca    | --           | 64,72           | 4º (Final B) |
| Arremesso de martelo feminino  | Junia Koivu     | 51,14        | 9º           | 52,19           | 5º (Final A) |
| 110 m com barreiras masculino  | Jussi Kanervo   | 13.63        | 2º (2º q2)   | 13.53           | [ 10 ]       |
| Arremesso de disco masculino   | Mikko Törrönen  | 56,80        | 5º           | 56,03           | 7º (Final A) |
| 400 m com barreiras masculino  | Oskari Mörö     | 52.70        | 3º (1º q1)   | Desclassificado | -- (Final A) |
| Lançamento de dardo masculino  | Tuomas Keto     | 65,56        | 15º          | 78,03           | 1º (Final B) |

## Badminton
| Evento            | Atleta            | Fase de grupos | Fase de grupos                              | Fase de grupos                          | Fase de grupos                              | Fase de grupos | Quartas-de-final | Semifinais  | Final       | Pos. final |
| Evento            | Atleta            | Grupo          | 1ª rodada                                   | 2ª rodada                               | 3ª rodada                                   | Pos.           | Quartas-de-final | Semifinais  | Final       | Pos. final |
| ----------------- | ----------------- | -------------- | ------------------------------------------- | --------------------------------------- | ------------------------------------------- | -------------- | ---------------- | ----------- | ----------- | ---------- |
| Simples feminino  | Airi Mikkelä      | C              | MKD Dragana Volkanovska V 2-0 (21-10, 21-5) | ESP Carolina Marín D 0-2 (8-21, 11-21)  | AUS Tara Pilven V 2-0 (21-18, 21-16)        | 2º             | Não avançou      | Não avançou | Não avançou | --         |
| Simples masculino | Kasper Lehikoinen | D              | AUS Boris Ma V 2-0 (21-4, 21-5)             | TPE Hsieh Feng-tse D 0-2 (14-21, 14-21) | SRI Dilshan Kariyawasam V 2-0 (21-8, 21-18) | 2º             | Não avançou      | Não avançou | Não avançou | --         |

## Ginástica artística
| Atleta        | Evento                       | Qualificação | Qualificação | Final por aparelhos | Final por aparelhos | Final individual geral | Final individual geral | Final individual geral | Final individual geral | Final individual geral | Final individual geral |
| Atleta        | Evento                       | Result.      | Pos.         | Result.             | Pos.                | Barras assimétricas    | Trave                  | Solo                   | Salto                  | Total                  | Pos.                   |
| ------------- | ---------------------------- | ------------ | ------------ | ------------------- | ------------------- | ---------------------- | ---------------------- | ---------------------- | ---------------------- | ---------------------- | ---------------------- |
| Erika Pakkala | Salto feminino               | 13.600       | 12º          | Não avançou         | Não avançou         |                        |                        |                        |                        |                        |                        |
| Erika Pakkala | Barras assimétricas feminino | 11.150       | 29º          | Não avançou         | Não avançou         |                        |                        |                        |                        |                        |                        |
| Erika Pakkala | Trave feminino               | 12.050       | 33º          | Não avançou         | Não avançou         |                        |                        |                        |                        |                        |                        |
| Erika Pakkala | Solo feminino                | 12.500       | 19º          | Não avançou         | Não avançou         |                        |                        |                        |                        |                        |                        |
| Erika Pakkala | Individual geral feminino    | 49.300       | 26º          |                     |                     | Não avançou            | Não avançou            | Não avançou            | Não avançou            | Não avançou            | Não avançou            |

## Lutas
| Evento                   | Atleta     | Preliminares          | Preliminares              | Preliminares       | Preliminares | Disputa do bronze       | Pos. final |
| Evento                   | Atleta     | 1ª rodada             | 2ª rodada                 | 3ª rodada          | Pos.         | Oponente Resultado      | Pos. final |
| Evento                   | Atleta     | Oponente Resultado    | Oponente Resultado        | Oponente Resultado | Pos.         | Oponente Resultado      | Pos. final |
| ------------------------ | ---------- | --------------------- | ------------------------- | ------------------ | ------------ | ----------------------- | ---------- |
| Livre até 46 kg feminino | Petra Olli | JPN Yu Miyahara D 0-4 | VEN Oriannys Segura V 3-1 | Folga              | 2º           | GER Laura Mertens V 3-1 | [ 17 ]     |

## Natação
| Evento                   | Atleta           | Qualificação | Qualificação | Semifinais  | Semifinais   | Final       | Final       |
| Evento                   | Atleta           | Resultado    | Posição      | Resultado   | Posição      | Resultado   | Posição     |
| ------------------------ | ---------------- | ------------ | ------------ | ----------- | ------------ | ----------- | ----------- |
| 50 m livre feminino      | Lotta Nevalainen | 26.85        | 9º (4º q7)   | 26.60       | 10º (5º sf2) | Não avançou | Não avançou |
| 100 m livre feminino     | Lotta Nevalainen | 58.46        | 17º (2º q4)  | Não avançou | Não avançou  | Não avançou | Não avançou |
| 50 m costas feminino     | Lotta Nevalainen | 30.32        | 8º (3º q2)   | 30.22       | 7º (5º sf1)  | 30.35       | 8º          |
| 100 m costas feminino    | Lotta Nevalainen | 1:04.93      | 15º (7º q5)  | 1:05.96     | 16º (8º sf2) | Não avançou | Não avançou |
| 100 m peito masculino    | Matti Mattsson   | 1:04.17      | 7º (3º q2)   | 1:04.39     | 9º (5º sf1)  | Não avançou | Não avançou |
| 200 m peito masculino    | Matti Mattsson   | 2:18.64      | 7º (4º q2)   |             |              | 2:18.47     | 8º          |
| 50 m peito feminino      | Noora Laukkanen  | 33.64        | 15º (5º q2)  | 33.22       | 9º (5º sf2)  | Não avançou | Não avançou |
| 100 m peito feminino     | Noora Laukkanen  | 1:11.73      | 7º (2º q3)   | 1:11.75     | 7º (4º sf2)  | 1:11.39     | 7º          |
| 200 m peito feminino     | Noora Laukkanen  | 2:37.46      | 11º (5º q3)  |             |              | Não avançou | Não avançou |
| 100 m borboleta feminino | Noora Laukkanen  | 1:02.30      | 15º (6º q4)  | 1:02.33     | 15º (7º sf1) | Não avançou | Não avançou |

## Tiro
| Evento                        | Atleta            | Qualificação | Qualificação | Qualificação | Qualificação | Qualificação | Qualificação | Qualificação | Qualificação | Final       | Final       | Final       | Final       | Final       | Final       | Final       | Final       | Final       | Final       | Final       | Final       | Final       |
| Evento                        | Atleta            | 1            | 2            | 3            | 4            | 5            | 6            | Total        | Pos.         | 1           | 2           | 3           | 4           | 5           | 6           | 7           | 8           | 9           | 10          | Total final | Total       | Pos. final  |
| ----------------------------- | ----------------- | ------------ | ------------ | ------------ | ------------ | ------------ | ------------ | ------------ | ------------ | ----------- | ----------- | ----------- | ----------- | ----------- | ----------- | ----------- | ----------- | ----------- | ----------- | ----------- | ----------- | ----------- |
| Carabina de ar 10 m masculino | Jaakko Björkbacka | 98           | 95           | 98           | 100          | 98           | 98           | 587          | 9º           | Não avançou | Não avançou | Não avançou | Não avançou | Não avançou | Não avançou | Não avançou | Não avançou | Não avançou | Não avançou | Não avançou | Não avançou | Não avançou |

## Tiro com arco
| Evento               | Atleta                              | Qualificatória | Qualificatória | 1ª rodada                                   | Oitavas-de-final                   | Quartas-de-final   | Semi-finais        | Final              | Pos. final |
| Evento               | Atleta                              | Resultado      | Pos.           | Oponente Resultado                          | Oponente Resultado                 | Oponente Resultado | Oponente Resultado | Oponente Resultado | Pos. final |
| -------------------- | ----------------------------------- | -------------- | -------------- | ------------------------------------------- | ---------------------------------- | ------------------ | ------------------ | ------------------ | ---------- |
| Individual masculino | Joni Hautamäki                      | 559            | 28º            | IND Atanu Das V 6-5                         | BAN Emdadul Haque Milon D 0-6      | Não avançou        | Não avançou        | Não avançou        | --         |
| Individual feminino  | Tanja Sorsa                         | 548            | 28º            | IND Seema Verma D 0-6                       | Não avançou                        | Não avançou        | Não avançou        | Não avançou        | --         |
| Equipes mistas       | Joni Hautamäki e MEX Mariana Avitia |                |                | JPN Mai Okubo/ TPE Ku Yuan-Hsiang D 0-6     | Não avançou                        | Não avançou        | Não avançou        | Não avançou        | --         |
| Equipes mistas       | Tanja Sorsa e RUS Bolot Tsybzhitov  |                |                | FRA Laurie Lecointre/ SUI Axel Müller V 6-4 | BLR Iryna Hul/ CHN Luo Siyue D 5-6 | Não avançou        | Não avançou        | Não avançou        | --         |

## Vela
| Evento             | Atleta        | Regata | Regata | Regata | Regata | Regata | Regata | Regata | Regata | Regata | Regata | Regata | Regata | Total | Posição |
| Evento             | Atleta        | 1      | 2      | 3      | 4      | 5      | 6      | 7      | 8      | 9      | 10     | 11     | M      | Total | Posição |
| ------------------ | ------------- | ------ | ------ | ------ | ------ | ------ | ------ | ------ | ------ | ------ | ------ | ------ | ------ | ----- | ------- |
| Byte CII masculino | Kaarle Tapper | 8      | 3      | 3      | 20     | 1      | 10     | 11     | 8      | 14     | 9      | 2      | 11     | 66    | 4º      |
| Byte CII feminino  | Niki Blässar  | 23     | 20     | 6      | 16     | 3      | 7      | 5      | 2      | 12     | 17     | 8      | 12     | 88    | 9º      |

Notas:
- M - Regata da Medalha
- OCS – On the Course Side of the starting line
- DSQ – Disqualified (Desclassificado)
- DNF – Did Not Finish (Não completou)
- DNS – Did Not Start (Não largou)
- BFD – Black Flag Disqualification (Desclassificado por bandeira preta)
- RAF – Retired after Finishing (Retirou-se após completar a prova)